# Giovanni Cheli
Giovanni Cheli (ur. 4 października 1918 w Turynie, zm. 8 lutego 2013 w Rzymie) – włoski duchowny katolicki, dyplomata watykański, wysoki urzędnik Kurii Rzymskiej, kardynał.
Studiował w seminarium w Asti; przyjął święcenia kapłańskie 21 kwietnia 1942. Kontynuował studia na Papieskim Uniwersytecie Laterańskim w Rzymie, gdzie obronił doktorat z prawa kanonicznego i licencjat z teologii) oraz w Papieskiej Akademii Duchownej, gdzie uzyskał przygotowanie do pracy w dyplomacji Stolicy Apostolskiej. Po święceniach pracował jako duszpasterz w diecezji Asti, opiekował się diecezjalną organizacją młodzieżową Akcji Katolickiej, wykładał oraz był prefektem ds. dyscypliny seminarium w Asti. W 1949 rozpoczął uzupełniające studia w Rzymie a w 1952 podjął pracę w watykańskiej służbie dyplomatycznej. Pełnił funkcję attaché nuncjatury w Gwatemali (1952–1955), sekretarza nuncjatury w Hiszpanii (1955–1962), radcy nuncjatury we Włoszech (1962–1967). Niezależnie od pracy dyplomatycznej prowadził działalność duszpasterską w Madrycie oraz wykładał na Uniwersytecie Katolickim Santa Maria w mieście Gwatemala. Został obdarzony tytułami nadzwyczajnego tajnego szambelana (2 marca 1953) i papieskiego prałata domowego (1 marca 1965). Od 1967 pracował w Papieskiej Radzie Spraw Publicznych Kościoła; w lipcu 1973 został stałym obserwatorem Stolicy Świętej przy ONZ.
We wrześniu 1978 został mianowany nuncjuszem apostolskim przy ONZ w Nowym Jorku i arcybiskupem tytularnym Santa Giusta. Sakry biskupiej udzielił mu 16 września 1978 w Watykanie kardynał Jean Villot, sekretarz stanu. We wrześniu 1986 arcybiskup Cheli przeszedł do pracy w Kurii Rzymskiej na stanowisko pro-prefekta Papieskiej Komisji ds. Opieki Duszpasterskiej Emigrantów i Osób Podróżujących; w czerwcu 1988 w ramach reorganizacji Kurii nazwę instytucji zmieniono na Papieska Rada ds. Emigrantów i Osób Podróżujących, a Cheli został jej pełnoprawnym prezydentem 1 marca 1989. Brał udział w sesjach Światowego Synodu Biskupów w Watykanie.
21 lutego 1998 Jan Paweł II mianował go kardynałem, nadając diakonię Santi Cosma e Damiano. Kreowany kardynałem w podeszłym wieku Cheli wkrótce zrezygnował z funkcji prezydenta Papieskiej Rady (czerwiec 1998), a w październiku 1998 ukończył 80 lat i utracił prawo do udziału w konklawe.